# لون سادات
لون سادات، روستایی از توابع بخش مرکزی شهرستان کامیاران در استان کردستان ایران است.
تاریخچه سادات، سادات این روستا از سادات برزنجی و از اولاد شیخ اسماعیل ژنین هستند.

## جمعیت
این روستا در دهستان ژاورود قرار دارد و براساس سرشماری مرکز آمار ایران در سال ۱۳۸۵، جمعیت آن ۱٬۳۱۶ نفر (۳۱۲خانوار) بوده‌است.